# Fort Santo Tomás
De bouw van Fort Santo Tomás, in de Cibao-vallei op Hispaniola, begon op 17 maart 1494. Het was het eerste fort voor de controle op de goudgebieden die door Christoffel Columbus in korte tijd zouden worden gebouwd. De commandant van het fort was Pedro Margarite.

## Geschiedenis
Columbus had aan Alonso de Ojeda de opdracht gegeven om het eiland te onderzoeken. Deze ging met een groep ruiters op expeditie en kwamen terug met goud uit de Cibao vallei, een deel van de  cacicazgo Maguana waar cacique Caonabó regeerde.
Columbus liet op 13 maart 1494 een weg aanleggen van La Isabela tot aan de rivier Jánico en gaf het de naam Paseo de los Hidalgos (weg van de adel). Hierna liet hij het Fort Santo Tomás bouwen door commandant Pedro Margarite. Hij had hiervoor 70 timmerlieden en metselaars. Zijn opdracht was ook het verder verkennen van goudbronnen in de regio.

## Het gevolg
De soldaten van fort Santo Tomás werden berucht om hun vervolging en de exploitatie van de Taíno in het gebied. Daardoor ontwikkelde de inboorlingen een diepe vijandigheid tegenover de Spanjaarden en begonnen zich te vergelden. Columbus vreesde dat de machtige en populaire Caonabó een grote aanval zou starten. Om dit te voorkomen stuurde hij Alonso de Ojeda met een groep bewapende ruiters naar het gebied om hem gevangen te nemen. Het gevolg was de slag bij plaats die daarna de naam Santo Cerro (heilige berg) kreeg.

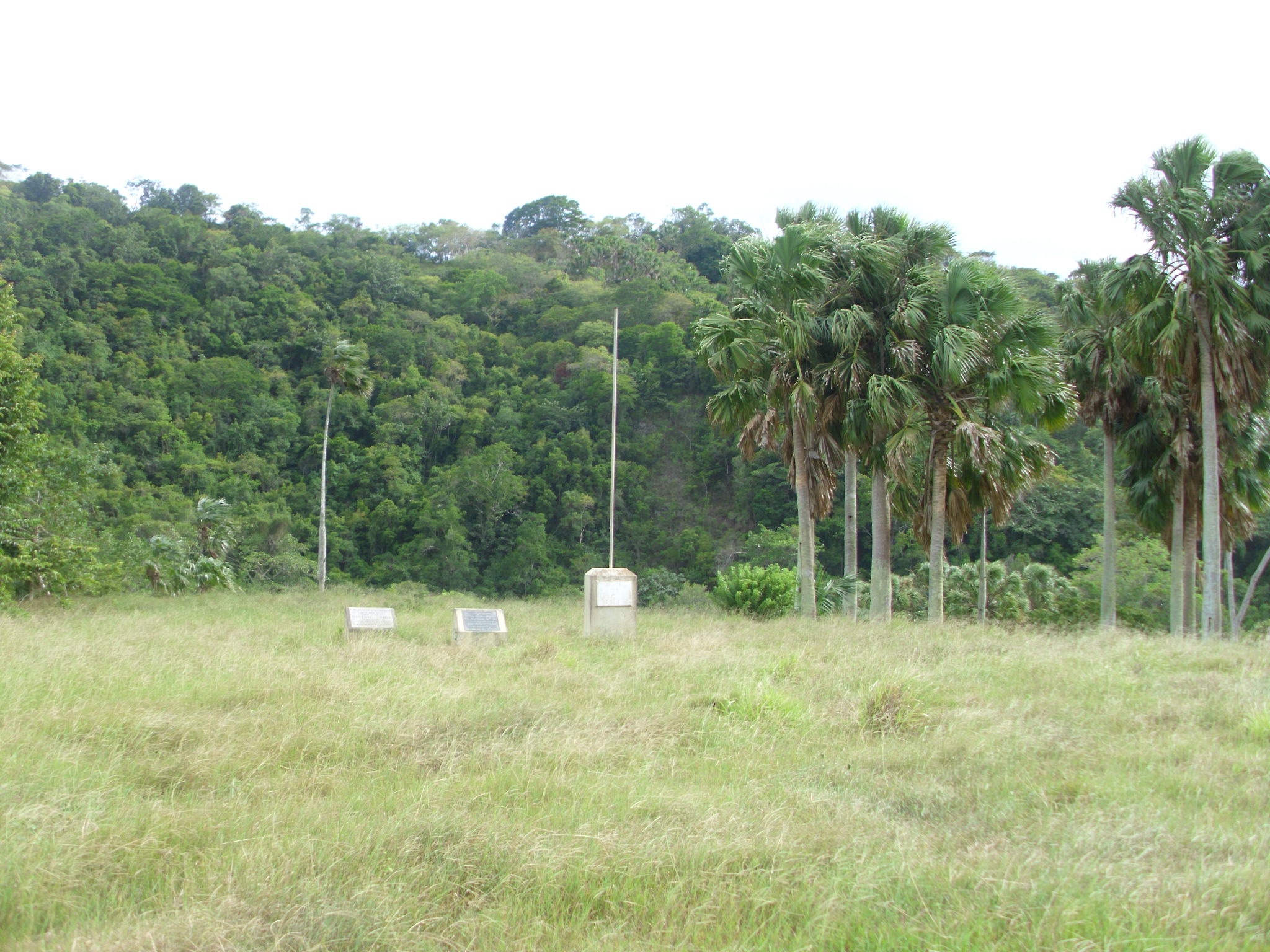
Overzicht van het monument op een berg, daaromheen een lager gelegen deel bij de rivier
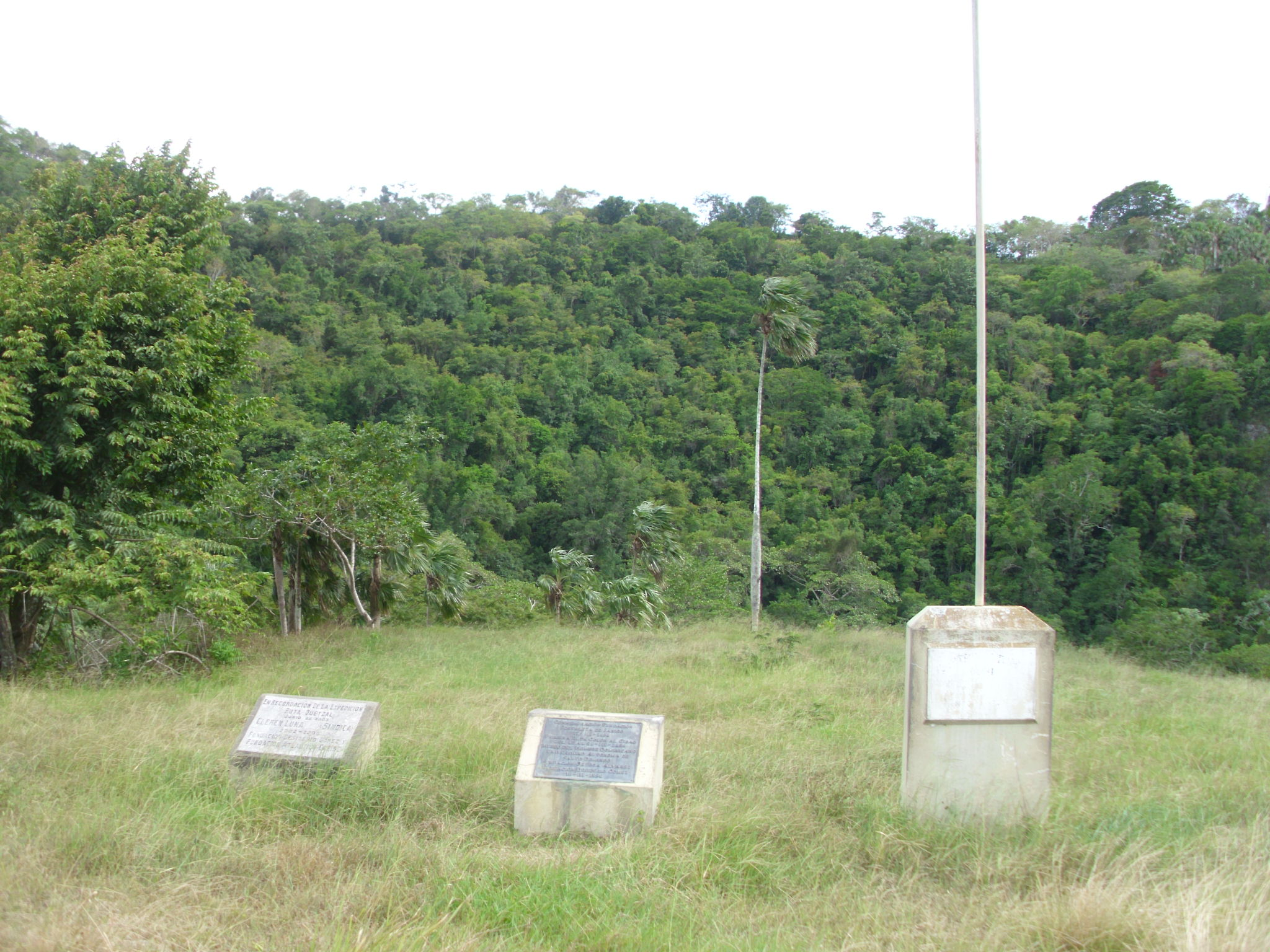
Het Monument, drie consoles en een vlaggenmast
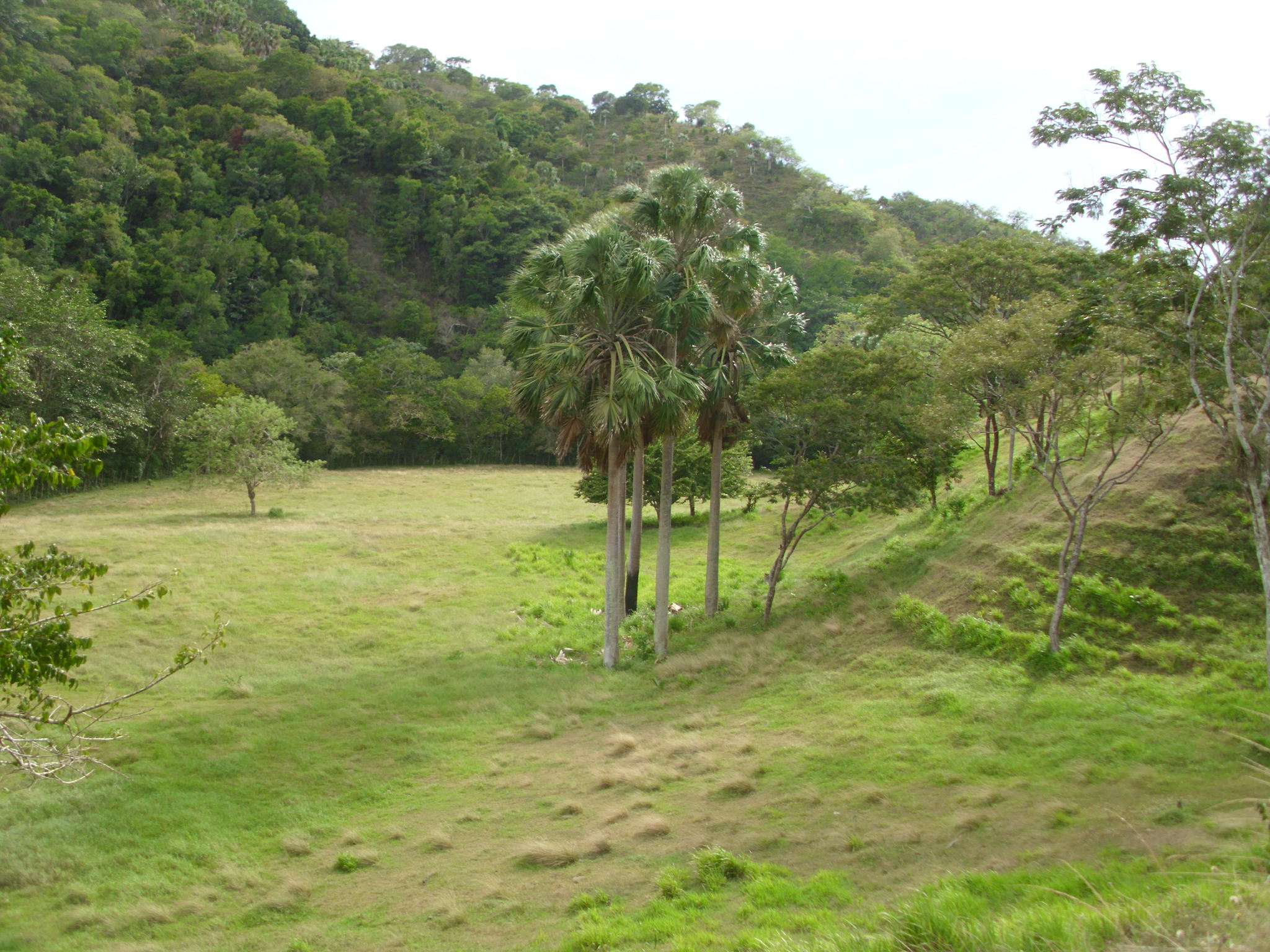
Lager gelegen plato tussen fort (rechts) en rivier (links)
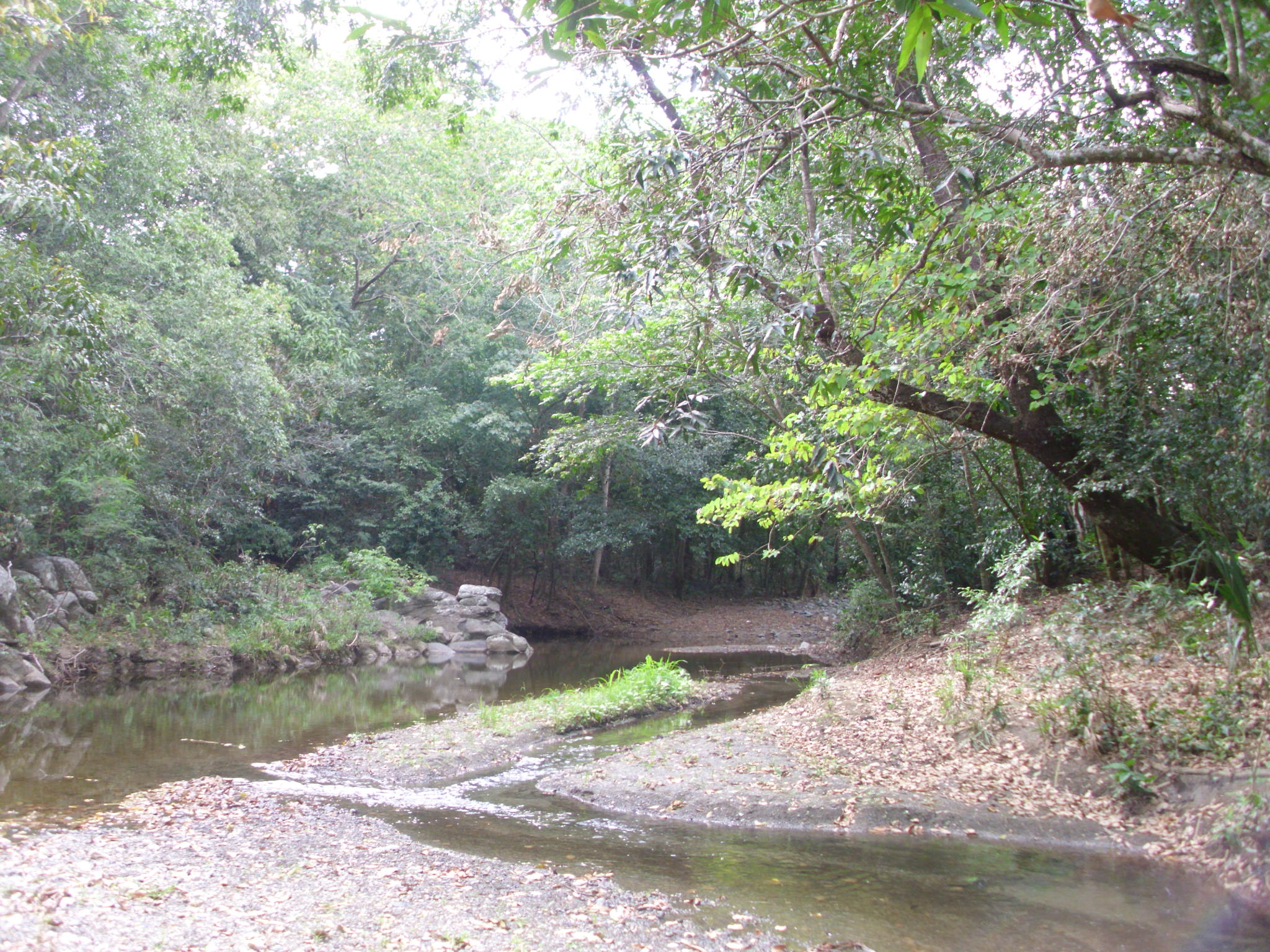
Deel van rio Janico, het werkgebied achter het monument